# Posol Sovetskogo Sojuza
Posol Sovetskogo Sojuza (Посол Советского Союза) è un film del 1969 diretto da Georgij Grigor'evič Natanson.